# Karol Dziewoński
Karol Józef Dziewoński (ur. 18 sierpnia 1876 w Jarosławiu, zm. 6 grudnia 1943 w Krakowie) – polski profesor chemii organicznej i kierownik II Zakładu Chemicznego Uniwersytetu Jagiellońskiego, specjalista w zakresie chemii barwników i technologii farbiarstwa. Przewodniczący Oddziału Krakowskiego Polskiego Towarzystwa Chemicznego (1924–1937). Od 1919 był członkiem Polskiej Akademii Umiejętności (1919 członek korespondent, 1923 członek czynny), od 1936 członkiem Towarzystwa Naukowego Warszawskiego, od 1923 członkiem Akademii Nauk Technicznych.

## Życiorys
Był synem malarza i powstańca styczniowego Józefa Dziewońskiego i Albertyny z Bayerów. Po ukończeniu szkoły średniej w roku 1895, wstąpił na Wydział Chemii Technicznej Szkoły Politechnicznej we Lwowie. W 1901 uzyskał tam stopień inżyniera technologa, a w 1903 doktora nauk technicznych. Już w trakcie studiów został zatrudniony jako demonstrator, a po ukończeniu studiów jako asystent Szkoły Politechnicznej we Lwowie. W latach 1902–1904 był asystentem Uniwersytetu we Fryburgu. W 1911 mianowano go profesorem Uniwersytetu Jagiellońskiego, objął kierownictwo II Zakładu Chemicznego.
Aresztowany przez Niemców wraz z profesorami UJ 6 listopada 1939, trafił do obozu koncentracyjnego Sachsenhausen. Zwolniony z obozu wrócił do Krakowa. Podjął pracę w firmie farmaceutycznej Wander. Zaczął też wykładać na tajnych kompletach Wydziału Lekarskiego i Studium Farmaceutycznego UJ. Należał do powstałego na Tajnym Uniwersytecie Komitetu Trzech który zdobywał fundusze na pomoc dla asystentów i ich rodzin. Profesor zginął wskutek tragicznego wypadku – został potrącony przez tramwaj. Jechał wówczas do prof. Władysława Szafera po zapomogę dla jednego z asystentów.
Był mężem Heleny z Ponikiewskich.
Został pochowany na Cmentarzu Salwatorskim w Krakowie (sektor SC7-9-34).

## Ordery i odznaczenia
- Krzyż Komandorski Orderu Odrodzenia Polski (30 kwietnia 1925)[3]
- Złoty Krzyż Zasługi (11 listopada 1936)[4]